# Cyclocybe
Genre
Cyclocybe est un genre de champignons de la famille des Strophariaceae.

## Liste d'espèces
Selon BioLib (6 mai 2020) et Catalogue of Life (6 mai 2020) :
- Cyclocybe aegerita (V.Brig.) Vizzini, 2014
- Cyclocybe cylindracea (DC.) Vizzini & Angelini, 2014
- Cyclocybe erebia (Fr.) Vizzini & Matheny, 2014
- Cyclocybe erebioides Angelini & Vizzini, 2014
- Cyclocybe parasitica (G.Stev.) Vizzini, 2014
- Cyclocybe salicaceicola (Zhu L.Yang, M.Zang & X.X.Liu) Vizzini, 2014

Selon Index Fungorum (6 mai 2020) :
- Cyclocybe aegerita (V. Brig.) Vizzini 2014
- Cyclocybe cylindracea (DC.) Vizzini & Angelini 2014
- Cyclocybe erebia (Fr.) Vizzini & Matheny 2014
- Cyclocybe erebioides Angelini & Vizzini 2014
- Cyclocybe lateritia Velen. 1947
- Cyclocybe mnichovicensis Velen. 1939
- Cyclocybe parasitica (G. Stev.) Vizzini 2014
- Cyclocybe pragensis Velen. 1939
- Cyclocybe salicaceicola (Zhu L. Yang, M. Zang & X.X. Liu) Vizzini 2014
- Cyclocybe squamulosa Velen. 1939